# 箭毒蛙總科
箭毒蛙總科（英語：Dendrobatoidea）是蛙類的一個總科。 這個族群發現於新熱帶地區，在所有兩棲類動物中擁有最多樣的生物鹼。這些生物鹼以下列三種方式之一出現在皮膚中：从头合成（de novo synthesis）、直接螯合 (direct sequestration) 或代謝轉換 (metabolic transformation)。

## 分類學
本總科包括以下科:
- 香毒蛙科 (Aromobatidae) (Grant et al., 2006)
- 箭毒蛙 (Dendrobatidae) (Cope, 1865)